# Quoya

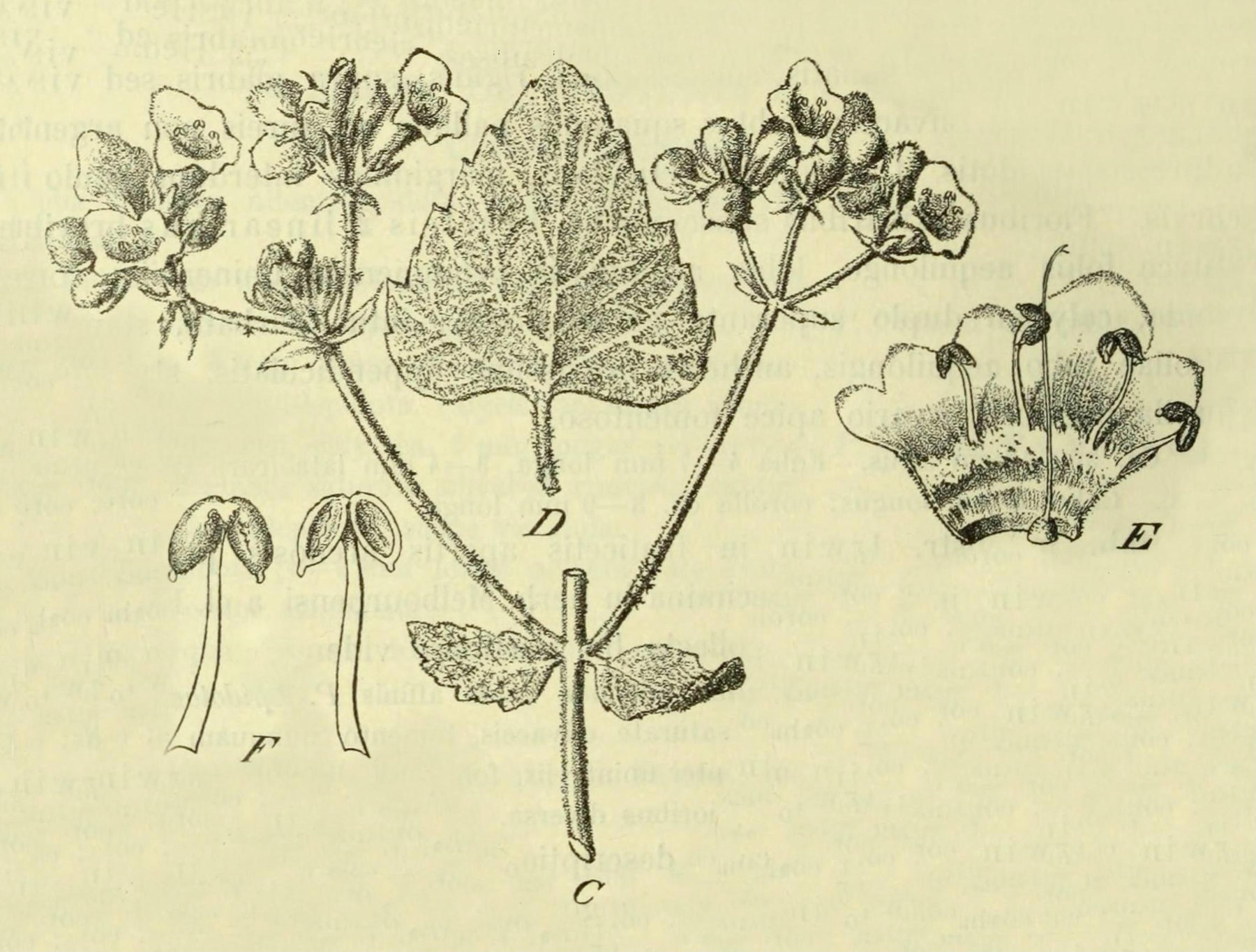
Otro ejemplo del género:Quoya loxocarpa (como Pityrodia petiolaris) en Adolf Engler, Botanische Jahrbucher fur Systematik, Pflanzengeschichte und Pflanzengeographie, 1905 - C: Vistal parcial de un tallo con un par de ramitas y sus inflorescencias, D: Hoja, E: Corola abierta, F: Estambres.

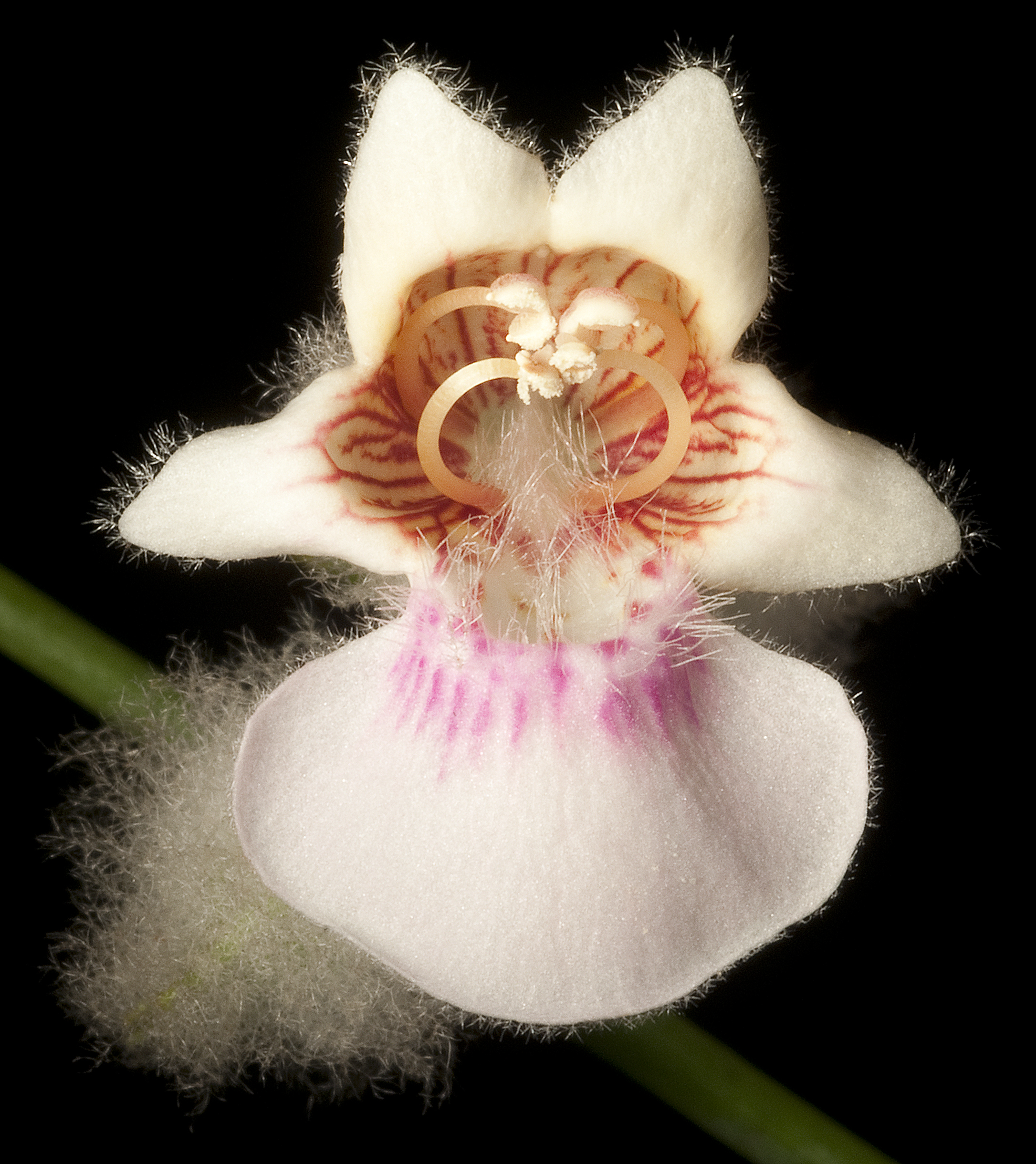
Quoya loxocarpa - Vista frontal de una flor.

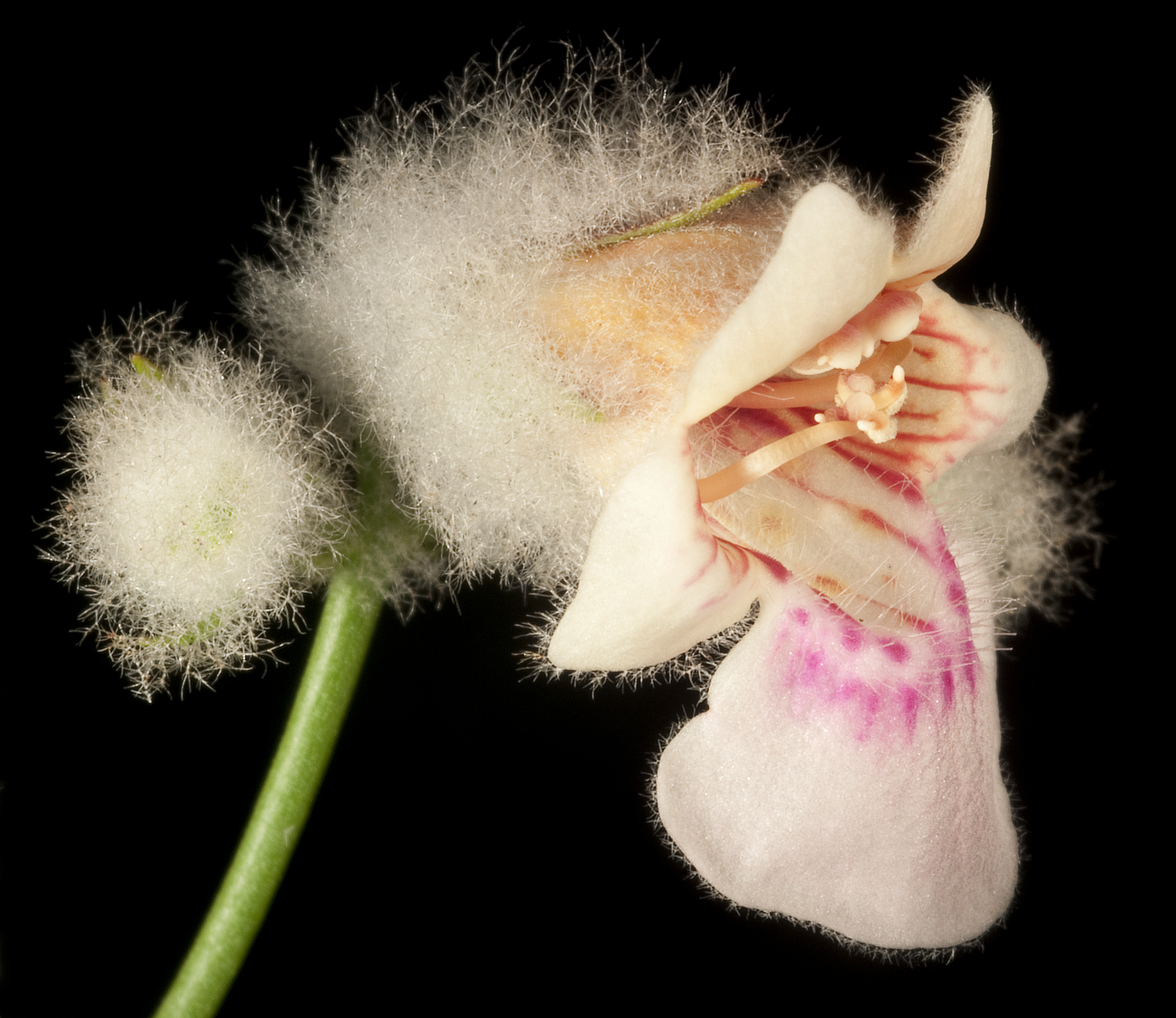
Quoya loxocarpa - Vista sublateral de una flor.

- Nota: Recientes estudios citológicos[1] han conducido a una profunda reestructuración taxonómica del género Pityrodia y sus sinónimos anteriormente admitidos; entre otros cambios, se readmiten como válidos los géneros Dasymalla Endl. y Quoya Gaudich. que estaban considerados  meras sinonimias del polifilético género Pityrodia.[2]

Quoya es un género de planta con flores de la familia Lamiaceae, subfamilia Prostantheroideae, tribu Chloantheae, aunque, originalmente, estaba incluido en la familia, muy próxima, de las Verbanaceae, y, ulteriormente, considerado un simple sinónimo del género Pityrodia. Incluye 7 especies ahora aceptadas, todas estrictamente endémicas de Australia esencialmente en el Estado de Western Australia.

## Descripción
Son arbustos siempreverdes, erectos y ramificados, cubiertos de un denso tomento lanudo de pelos ramificados. La hojas son siempre simples, sésiles, finalmente casi decurrentes, o cortamente pecioladas, decusadas, de obovadas a casi redondeadas. Las flores se organizan en inflorescencias axilares o terminales cimosas, generalmente con 3-7 individuos, y a menudo cortamente y distalmante espigadas, aparentemente paniculadas. Dichas flores son zigomorfas, hermafroditas y acompañadas de un par de brácteas. El cáliz es pentamero, con lóbulos largos y la corola, peluda interiormente, es ligeramente bilabiada con el labio inferior trilobulado y más largo que el labio superior profundamente bilobulado. El androceo tiene 4 estambres, todos fértiles pero con el par inferior de fertilidad muy reducida y con el acumen distinto del de los estambres superiores. El fruto, drupáceo, es generalmente indehiscente, finalmente dividido en 2 mericarpos biloculares, y encerrado en el cáliz persistente y no acrescente.

## Taxonomía
El género fue descrito originalmente por Charles Gaudichaud-Beaupré y publicado en  Louis de Freycinet, «Voyage autour du monde sur les corvettes de S.M. l’Uranie et la Physicienne pendant les années 1817-1820», vol. 4, Botanique, p. 453-454; Atlas de Botanique, pl. 66, 1826. La especie tipo es Quoya cuneata Gaudich.
Etimología
Quoya, en honor a Jean René Constant Quoy, cirujano de a bordo, naturalista, zoólogo francés, miembro de la expedición de Louis de Freysinet.

## Especies aceptadas
- Quoya atriplicina (F.Muell.) B.J.Conn & Henwood
- Quoya cuneata Gaudich.
- Quoya dilatata (F.Muell.) B.J.Conn & Henwood
- Quoya loxocarpa (F.Muell.) B.J.Conn & Henwood
- Quoya oldfieldii (F.Muell.) B.J.Conn & Henwood
- Quoya paniculata F.Muell.
- Quoya verbascina (F.Muell.) B.J.Conn & Henwood[1]